# Саратовский нефтеперерабатывающий завод

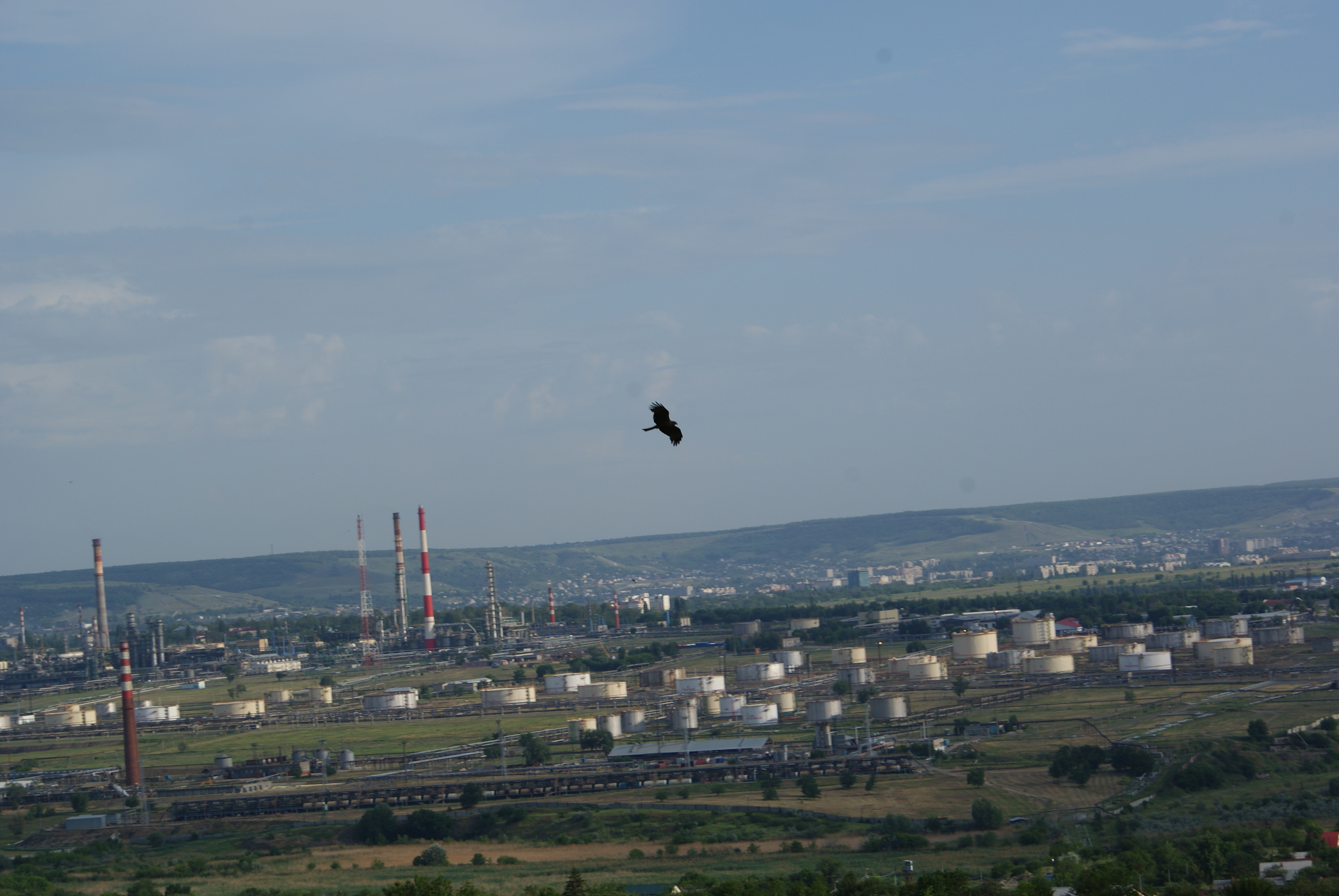
«Крекинг»

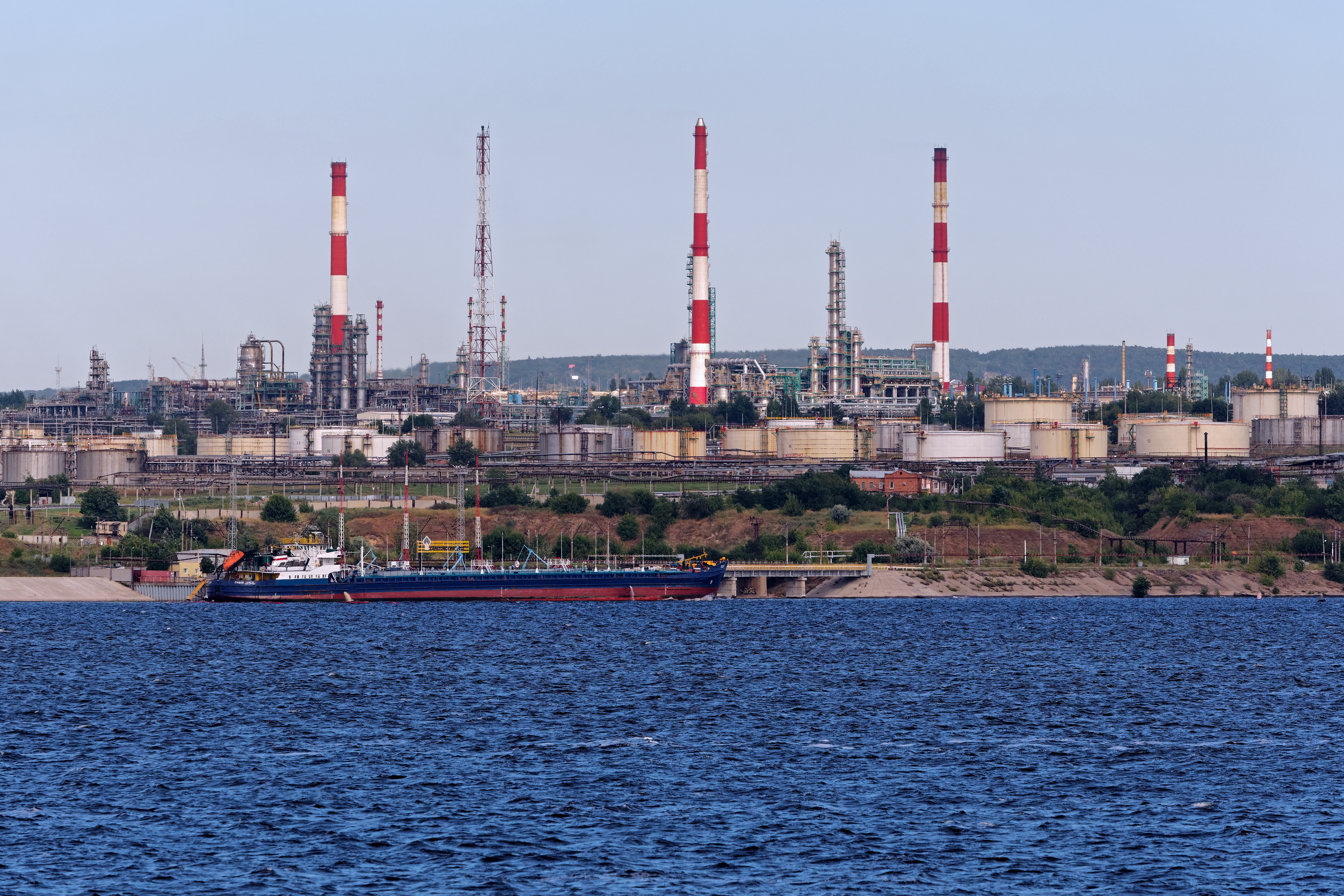
Вид с Волги

«Саратовский нефтеперерабатывающий завод» — одно из старейших нефтеперерабатывающих российских предприятий, ранее известное как завод «Крекинг», входит в структуру нефтяной компании «Роснефть».
Находится в Саратове (улица Брянская, дом 1). Объём переработки нефти: 7,2 млн т. (2020 год).

## История

### Советский период
Предприятие было основано 27 апреля 1934 года, был назван «Саратовским крекинг-заводом № 4». В том же году была запущена и первая установка по переработке нефти.
В годы Великой Отечественной войны завод бесперебойно поставлял топливо на фронт и неоднократно подвергался бомбардировкам "Люфтваффе". В результате особенно сильных авианалётов в июне 1943 г., завод был разрушен практически полностью. 
За заслуги предприятие было удостоено Ордена Отечественной войны I степени. Также на вечное хранение на завод было передано Знамя Государственного комитета обороны СССР.
В последующие годы завод постоянно модернизировался. Так, к концу 1980-х годов мощность предприятия превысила 10 млн т.

### 1990-е годы
В начале 1990-х годов предприятие было преобразовано в ОАО. Почти сразу у предприятия начались проблемы. В 1993 году под нажимом областных властей НПЗ отгружает сельхозпредприятиям продукции на 130 млрд рублей без предоплаты. Большая часть этих денег так и не была возвращена. вследствие этого завод остался без оборотных средств и был вынужден сокращать закупки сырой нефти. Вслед за этим падает объём переработки нефти. В 1994 году на НПЗ было переработано лишь 2,5 млн т. нефти. В первом полугодии 1995 года завод вообще перерабатывает только давальческое сырьё.
Проблемы предприятия усугублялись ещё и борьбой за него различных структур. В первой половине 1990-х годов за контроль над предприятием боролись местные «Нарат» (Аблязов К. А.) и «Волго-нефть» (Родионов В. Е.). Также в борьбу вступила нефтяная компания «Сиданко», сумевшая установить в конечном счёте контроль над НПЗ. После перехода «Сиданко» под контроль «Тюменской нефтяной компании», Саратовский НПЗ также оказался в её структуре.

### 2000-е годы
В 2003 году вместе со всеми активами Тюменской нефтяной компании завод перешёл в структуру компании ТНК-BP.
В 2008 году завод переработал 6,614 млн тонн нефти (темп роста к 2007 году 112,5 %), глубина переработки составила 72,4 %. В 2008 году инвестиции в реконструкцию и модернизацию НПЗ составили 824,2 млн руб. (темп роста к 2007 году — 160 %). На реализацию мероприятий по охране окружающей среды в 2008 году было направлено 118 млн руб. (рост 169 %). Инвестиционная программа, реализованная в 2011—2012 годы, была на уровне более 300 млн долларов.

### 2010-е годы
В декабре 2011 года обыкновенные и привилегированные акции компании появляются на Московской бирже под тикером - KRKN и KRKNP.
В марте 2013 года на заводе запущена установка изомеризации пентан — гексановой фракции мощностью 300 тыс. тонн в год, предполагается провести работы по реконструкции комплекса гидроочистки топлива и реализовать другие проекты, направленные на организацию выпуска нефтепродуктов «Евро 5» и увеличение объёмов переработки с 6 до 7—7,5 млн тонн в год.
В 2013 году завод перешёл под управление российской государственной нефтяной компанией «Роснефть» — наряду со всеми активами поглощённой ей ТНК-BP.

### 2020-е годы
11 февраля 2025 года атакован дронами ВСУ.

## Деятельность
Предприятие выпускает более 20 видов продукции: неэтилированные бензины, дизельное топливо, мазут всех основных марок, битумы, вакуумный газойль, техническую серу.

## Собственники
Юридическое лицо предприятия — публичное акционерное общество «Саратовский НПЗ», акции общества торгуются на Московской бирже (тикер KRKN), с марта 2013 года 81 % акций общества принадлежит нефтяной компании «Роснефть».

## Руководство
Генеральный директор завода — Камлык Евгений Александрович.